# Киря (река)

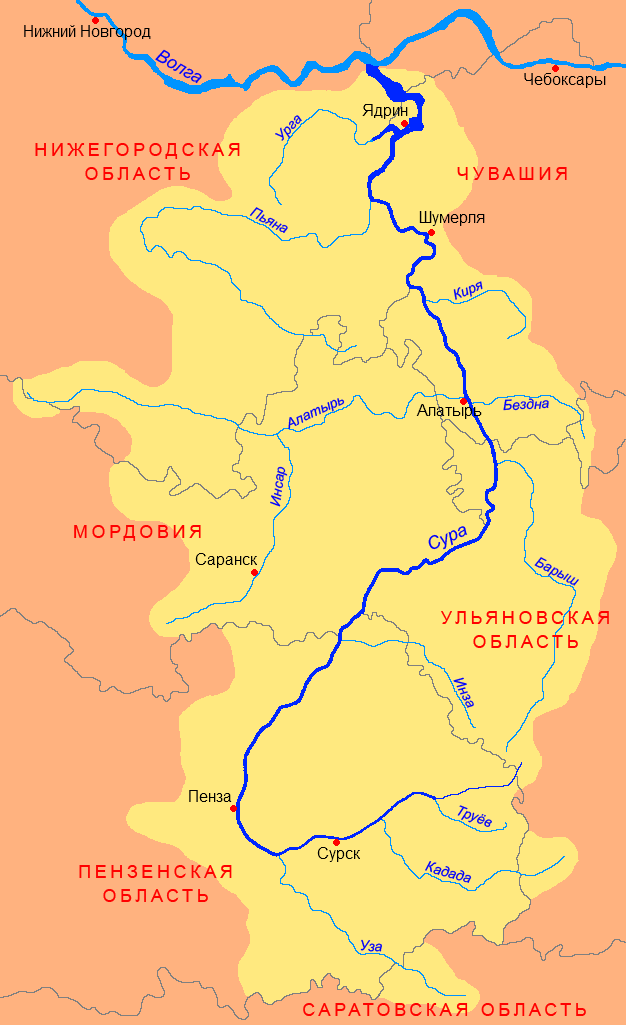
Бассейн Суры

Киря — река в России, правый приток реки Суры (бассейн Волги). Длина — 106 км. Площадь бассейна — 810 км².
Имея исток недалеко от железнодорожной станции Киря, протекает по Ибресинскому и Порецкому районам Чувашии и впадает в Суру ниже районного центра села Порецкого и села Кудеиха.

## Притоки
49 км: река Кочкарка
62 км: река Юбал
72 км: река Паральша
76 км: река Орёл
82 км: река Моргауш
84 км: река Сехнерка